# Segovina
 Ovo je glavno značenje pojma Segovina. Za druga značenja pogledajte Segovina (potok).
Segovina je naselje u Republici Hrvatskoj, u sastavu Grada Ludbrega, Varaždinska županija. 

## Povijest
Prvi spomen  Segovine je iz 1464. godine, pod imenom Zegune, i pripadala je ludbreškomu vlastelinstvu. Mađarska plemićka obitelj Thuróczy dobila je ovo vlastelinstvo i Segovinu 1468. godine, a nakon njih pripala je Batthyányma 1695. godine. Ova obitelj bila je vlasnikom mjesta do 20. stoljeća.

## Stanovništvo
Prema popisu stanovništva iz 2001. godine, naselje je imalo 51 stanovnika te 18 obiteljskih kućanstava. 1857. godine još je imela 172 stanovnika, 1910. godine već 199.

Prema popisu stanovništva 2011. godine naselje je imalo 37 stanovnika.
| broj stanovnika | 172   | 198   | 189   | 152   | 172   | 199   | 169   | 145   | 132   | 126   | 119   | 107   | 81    | 69    | 51    | 37    | 41    |
|                 | 1857. | 1869. | 1880. | 1890. | 1900. | 1910. | 1921. | 1931. | 1948. | 1953. | 1961. | 1971. | 1981. | 1991. | 2001. | 2011. | 2021. |